# Голем-Цалим
Голем-Цалим (болг. Голем Цалим) — село в Благоевградской области Болгарии. Входит в состав общины Сандански. Находится примерно в 8 км к северо-востоку от центра города Сандански и примерно в 50 км к юго-востоку от центра города Благоевград. По данным переписи населения 2011 года, в селе  проживало 14 человек, преобладающая национальность — болгары.

## Население
| Год     | 1934 | 1946 | 1956 | 1965 | 1975 | 1985 | 1992 | 2001 | 2011 |
| ------- | ---- | ---- | ---- | ---- | ---- | ---- | ---- | ---- | ---- |
| Жителей | 163  | 203  | 170  | 83   | 36   | 32   | 33   | 26   | 14   |

|  |